# Jardins de la Font dels Ocellets
Els Jardins de la Font dels Ocellets són una zona verda de 1,3 hectàrees del barri de Pedralbes de Barcelona. Tenen una forma allargassada i connecta l'avinguda Diagonal, a l'alçada de la plaça de Pius XII, amb l'avinguda de Pedralbes i el passeig de Manuel Girona.

## Història i descripció
La Font dels Ocellets era un espai d'esbarjo que recollia l'aigua d'una antiga mina que es creu que es trobava al carrer del Marquès de Mulhacén. Per tornar a la ciutat des de la font, els veïns travessaven els terrenys del mas de l'Estela, situat on ara hi ha la plaça de Pius XII, ja s'hi feia drecera. La propietat consentia el dret de pas, sempre que els vianants passessin per la capella, on es venerava la imatge del sant Crist.
El XXXV Congrés Eucarístic Internacional, celebrat a Barcelona el 1952, va escollir la plaça de Pius XII com a punt per aixecar-hi l'altar monumental.
Els jardins tenen un vial pavimentat vorejat per plàtans (Platanus hispanica) i un passeig paral·lel a la zona pavimentada amb parterres irregulars farcits de xiprers (Cupressus sempervirens) i palmeres de les espècies Phoenix canariensis, Phoenix dactylifera, Washingtonia robusta Washingtonia filifera.
A la part superior del jardí hi ha alguns exemplars d'eucaliptus (Eucalyptus globulus) i de pi pinyoner (Pinus pinea). Altres espècies arbòries que es poden contemplar en el jardí són l'arbre de l'amor (Cercis siliquastrum) i el braquiquíton Brachychiton acerifolius. Com arbusts podem destacar la presència de fotínies (Photinia serratifolia) i l'hibisc (Hibiscus syriacus).